# Никифоров Валентин Михайлович
Валентин Михайлович Никифоров (14 серпня 1934, село Бахті, тепер Бежаницького району Псковської області, Російська Федерація — ?) — радянський партійний діяч, 2-й секретар Ленінградського міського комітету КПРС, заступник міністра закордонних справ СРСР із кадрів. Кандидат у члени ЦК КПРС у 1986—1990 роках. Член ЦК КП РРФСР у 1990 році.

## Життєпис
У 1954 році закінчив Ленінградський суднобудівний технікум.
У 1954—1955 роках — технік-конструктор заводу міста Ленінграда.
У 1955—1958 роках — служба в Радянській армії.
Член КПРС з 1958 року.
У 1958—1967 роках — технік-конструктор, інженер-конструктор із електрообладнання суден на підприємствах суднобудівної промисловості в Ленінграді.
У 1963 році закінчив Ленінградський електротехнічний інститут імені Ульянова (Леніна).
У 1967—1969 роках — секретар партійного комітету Центрального науково-дослідного інституту в Ленінграді.
У 1969—1977 роках — секретар, 2-й секретар, 1-й секретар Виборзького районного комітету КПРС міста Ленінграда.
У 1973 році закінчив заочну Вищу партійну школу при ЦК КПРС.
У 1977 році — завідувач відділу, у 1977—1978 роках — секретар Ленінградського міського комітету КПРС.
У 1978—1979 роках — 2-й секретар Ленінградського міського комітету КПРС.
У 1979—1985 роках — заступник завідувача відділу організаційно-партійної роботи ЦК КПРС.
У листопаді 1985 — 21 вересня 1991 року — заступник міністра закордонних справ СРСР із кадрів.

## Нагороди і звання
- орден Жовтневої Революції
- два ордени Трудового Червоного Прапора
- орден «Знак Пошани»
- медалі